# Enaphalodes seminitidus
Enaphalodes seminitidus är en skalbaggsart som först beskrevs av Horn 1885.  Enaphalodes seminitidus ingår i släktet Enaphalodes och familjen långhorningar. Inga underarter finns listade i Catalogue of Life.